# Čistilna ustnača
Čistilna ustnača (znanstveno ime Labroides dimidiatus) je morska riba iz družine ustnač.

## Opis
Čistilne ustnače so ribe toplih voda. Razširjene so po koralnih grebenih Indijskega in Tihega oceana, pa tudi po morjih jugovzhodne Azije in v Rdečem morju. Glavna hrana te ribje vrste so odmrli delci kože večjih rib, s katerimi živi v sožitju, poleg tega pa se prehranjuje tudi s kožnimi paraziti, ki jih smuka s kože svojih gostiteljev. 
Čistilne ustnače se zadržujejo na majhnih področjih, kamor velike ribe prihajajo na »čiščenje« in same poiščejo čistilne ustnače, ki jih prepoznajo po značilni obarvanosti telesa. 
Vse čistilne ustnače začnejo svoje življenje kot samice, kasneje pa se izoblikujejo skupine od 6 do 8 odraslih rib, od katerih ena postane samec. Po smrti samca najmočnejša od samic spremeni spol in postane samec. 